# Yaris (jeu vidéo)
Yaris est un jeu vidéo de course développé par Castaway Entertainment et édité par Backbone Entertainment, sorti en 2007 sur Xbox 360.
Sous licence officielle de Toyota, il porte le nom de la Toyota Yaris.

## Accueil
Le jeu est connu pour son très mauvais accueil critique.
- GamesRadar+ : 0,5/5[1]
- Joystiq : « Yaris ne fait rien de bien et tout faux. » (Dan Dormer)[2]